# Kyryło Trylowski
Kyryło Trylowski, ukr. Кирило Трильовський (ur. 6 maja 1864 we wsi Bohutyn w powiecie złoczowskim, zm. 19 października 1941 w Kołomyi) – ukraiński działacz społeczny i polityczny, adwokat, publicysta, wydawca. Poseł do Reichsratu (Izby Posłów) w Wiedniu 1907–1918. Poseł na Sejm Krajowy Galicji 1911–1918. Członek Ukraińskiej Rady Narodowej.

## Życiorys
Uczył się w c. k. gimnazjach w Złoczowie i Kołomyi. Studiował prawo na uniwersytecie w Czerniowcach, ukończył studia prawnicze na Uniwersytecie Lwowskim. Następnie rozpoczął praktykę adwokacką w Kołomyi, później w Jabłonowie. 
Jeszcze na studiach był działaczem Ukraińskiej Partii Radykalnej i członkiem jej władz. 5 maja 1900 we wsi Zawale pod Śniatyniem założył pierwsze koło ukraińskiej organizacji sportowej i przeciwpożarowej „Sicz”. W 1902 był jednym z organizatorów strajków chłopskich w Galicji Wschodniej. W 1908 był twórcą Ukraińskiego Związku Siczowego i jego głównym atamanem. W 1907 i w 1911 wybrany na posła do Reichsratu (Izby Posłów) w Wiedniu, w 1913 wybrany na posła Sejmu Krajowego Galicji z IV kurii z okręgu wyborczego 11 – Kołomyja. 
W styczniu 1914 był inicjatorem powstania Towarzystwa Ukraińskich Strzelców Siczowych. W sierpniu 1914 został szefem Ukraińskiego Zarządu Wojskowego, kierującego formowaniem Legionu Ukraińskich Strzelców Siczowych. W latach 1918–1919 członek Ukraińskiej Rady Narodowej. Po upadku Zachodnioukraińskiej Republiki Ludowej na emigracji w Wiedniu, po powrocie w 1927 wycofał się z życia publicznego, był adwokatem w Gwoźdźcu.
Był wydawcą i redaktorem wydawanych w Kołomyi pism: Громада (1896–1897), Зоря (1904), dwutygodnika Хлопська правда (1903, 1909), tygodnika Громадський голос (1919), kalendarzy: Запорожець i Отаман. Redaktor odpowiedzialny dwutygodnika Січовий голос (1919).
Autor prac historycznych: Про велику Французьку революцію (1913, 1918, 1934), Російська цариця Катерина II (1927), Боротьба італійців за свободу та соборність (1928).